# Канглы (село)
Канглы́ (ног. Канълы) — село в Минераловодском районе Ставропольского края. Центр сосредоточения одной из ветвей этнической группы ногайцев — черкесских ногайцев..

## География
Расстояние до краевого центра: 120 км.
Расстояние до районного центра: 10 км.

## История
Село Канглы, принадлежащее ногайцам, получило свою землю от царского правительства в 1866 году, что и считается датой основания.
В Канглынскую волость входили:
- хутор меннонитов Ариваль (также Ареваль, Эриваль), до 1917 — Ставропольская губ., Александровский (Пятигорский) у., Канглынская вол.; в сов. период — Орджоникидзевский край, Минераловодский р-н. Осн. в 1914. В 25 км к сев. -зап. от Мин. Вод. Основатели из Херсонского у. Херсонской губ. Земли 495 дес. (1914). Два машинных тов-ва (1926). Жит.: 51 (1917), 82 (1920), 77/72 нем. (1926)[4].
- Тащенак, до 1917 — Ставропольская губ., Александровский (Пятигорский) у., Канглынская вол. Менн. хутор на собств. земле. К сев. от Мин. Вод. Земли 324 дес. Жит.: 15 (1917)[4].
- Темпельгоф/Tempelhof, до 1917 — Ставропольская губ., Александровский (Пятигорский) у., Канглынская вол.; в сов. период — Орджоникидзевский край, Минераловодский р-н. Лют. хутор. К сев. от Мин. Вод. Земли 63 дес. Совхоз (1918). Жит.: 174 (1917), 166 (1925)[4].
- Фюрстенорт/furstenort (также Фюрстенгоф/Furstenhof, Фюрстенталь/Furstental), до 1917 — Ставропольская губ., Александровский (Пятигорский) у., Канглынская вол. Лют. село, осн. в 1889. В 25 км к зап. от Мин. Вод. Лют. приход Пятигорск. Земли 525 дес. Жит.: 282 (1918)[4].
- Энбрехт (Rn,/ENBRECHT), до 1917 — Ставропольская губ., Александровский (Пятигорский) у., Канглынская вол. Лют. хутор на собств. земле. К сев. от Мин. Вод. Земли 488 дес. Жит.: 62 (1917)[4].
- Подробная историческая справка (недоступная ссылка — история).

До 2015 года село входило в упразднённый Побегайловский сельсовет.

## Население
| 1903 | 1925  | 1989  | 2002  | 2010  | 2014  | 2021  |
| ---- | ----- | ----- | ----- | ----- | ----- | ----- |
| 3773 | ↗3904 | ↘3253 | ↗3432 | ↘3235 | ↘3200 | ↗3470 |

Национальный состав
По данным Всероссийской переписи населения 2010 года:
| Народ         | Численность, чел. | Доля от всего населения, % |
| ------------- | ----------------- | -------------------------- |
| ногайцы       | 2 255             | 69,7 %                     |
| русские       | 564               | 17,4 %                     |
| татары        | 105               | 3,2 %                      |
| азербайджанцы | 62                | 1,9 %                      |
| кабардинцы    | 47                | 1,5 %                      |
| другие        | 202               | 6,3 %                      |
| всего         | 3 235             | 100 %                      |

## Люди, связанные с селом
- Абдулжалилов Фазиль Апасович (1913, село Канглы — 1974) — ногайский писатель, один из основоположников ногайской литературы.

## Инфраструктура
- Дом культуры
- Врачебная амбулатория
- Отделение почтовой связи № 357220
- МФЦ Мои документы
- В 1996 году село полностью газифицировано.
- Детский сад № 4 «Саьвле»
- Средняя общеобразовательная школа № 1[11]. Шестикратный лауреат Всероссийского конкурса «Школа года». Имеет почетное звание «Школа века». Занесена в большую энциклопедию «Лучшие школы России». 90 % учащихся — дети ногайской национальности, остальные 10 % учащиеся разных национальностей. 1962 г. — начинает работу новое здание школы. 1977 г. — пристроены восемь классных комнат. 1981 г. — пристроены столовая и две классных комнаты. 2009 год — принято в эксплуатацию новое здание.

## Ислам
В селе две действующие мечети. В 1993 году начато строительство центральной мечети. Закончено в сентябре 1996 года.
Есть мусульманское кладбище.

## Достопримечательности
Мемориальный комплекс воинам-землякам, погибшим в годы Великой Отечественной войны. Открыт в 1996 году.
Памятники археологии
| Название                      | Временной период    | Место положение                                                     |
| ----------------------------- | ------------------- | ------------------------------------------------------------------- |
| Курган «Кумский — 1»          | ?                   | 1 км северо-восточнее с. Канглы, левый берег р. Кума, на возвышении |
| Курганная группа «Канглы — 1» | ?                   | Южная окраина с. Канглы край высокой речной террасы                 |
| Укрепление «Канглы — 1»       | 1 пол. I тыс. н. э. | С. Канглы, юго-восточная часть, водораздел реками Кума и Суркуль    |
| Укрепления «Канглы — 2»       | I тыс. н. э.        | С. Канглы, возле южной окраины, выступ правобережной террасы        |

## Транспорт
Остановки общественного транспорта «Магазин» и «Канглы» на Шоссейной улице (автодорога Р-217 «Кавказ») обслуживается проходящими пригородными и междугородними автобусными маршрутами. Внутрь села заезжает автобусный маршрут № 105 Канглы — Минеральные Воды. Рядом с селом проходит железнодорожная ветка. На станциях Канглы и Кумагорск останавливаются электрички 6833/6219/6217 «Минеральные Воды — Кавказская» и 6820 «Невинномысская — Минеральные Воды».